# Estación de West Ruislip
West Ruislip es una estación de Network Rail ubicada en Ruislip, una zona en el oeste de Londres (Inglaterra) y más concretamente en el municipio de Hillingdon. Está dentro de la zona tarifaria 6 de la capital. Tiene cuatro andenes, dos para la Central Line del Metro de Londres y dos para la Chiltern Main Line de National Rail. Metro de Londres administra sus propios andenes y la taquilla, mientras que la operadora Chiltern Railways se encarga de la línea de ferrocarril. La estación tiene conexión con las rutas U1 y U10 de London Buses.
| Metro de Londres | Metro de Londres | Metro de Londres   | Metro de Londres | Metro de Londres |
| ---------------- | ---------------- | ------------------ | ---------------- | ---------------- |
| —                |                  | Central Line       |                  | Ruislip Gardens  |
| National Rail    |                  |                    |                  |                  |
| Denham           |                  | Chiltern Main Line |                  | South Ruislip    |
| < estación       | línea            | línea              | línea            | estación >       |